# Seleção Russa de Handebol Feminino
A seleção russa de handebol feminino é uma equipe europeia composta pelas melhores jogadoras de handebol da Rússia. A equipe é mantida pela União Russa de Handebol (em russo, Союза гандболистов Россия).

## Títulos
- Jogos Olímpicos (1): 2016

- Campeonato Mundial (4): 2001, 2005, 2007 e 2009

## Conquista da medalha de ouro olimpica em 2016
Ver também: Handebol nos Jogos Olímpicos de Verão de 2016 - Feminino
Em 2016, conquistou a medalha de ouro no Jogos Olímpicos de Verão de 2016, com o seguinte elenco:
1. Anna Sedoykina, 1,81 m, goleira, nascida em Volgogrado, em 01/08/1984[2] [3];
2. Polina Kuznetsova, 1,70 m, nascida em Shopokov (Quirquistão), em 10/06/1987[4] [5], foi eleita a melhor ponta esquerda do torneio olímpico de 2016[6];
3. Daria Dmitrieva, 1,78 m, nascida em Togliatti, em 09/08/1995[7] [8], foi eleita a melhor zagueira central do torneio olímpico de 2016[6];
4. Anna Sen, 1,86 m, nascida em Krasnodar, em 03/12/1990[9] [10];
5. Olga Akopyan, 1,76 m, nascida em Volgogrado, em 04/03/1985[11] [12];
6. Anna Vyakhireva, 1,68 m, nascida em Volgogrado, em 13/03/1995, foi eleita a melhor jogadora do torneio olímpico de 2016[13] [14] [6];
7. Marina Sudakova, 1,65 m, nascida em Volgogrado, em 17/02/1989[15] [16];
8. Vladlena Bobrovnikova, 1,83 m, nascida em Krasnodar, em 24/10/1987[17] [18];
9. Victoria Zhilinskayte, 1,88 m, nascida em Uray, em 06/03/1989[19] [20];
10. Yekaterina Marennikova, 1,82 m, nascida em São Petersburgo, em 29/04/1982[21] [22];
11. Irina Bliznova, 1,82 m, nascida em Krasnodar, em 06/10/1986[23] [24];
12. Ekaterina Ilina, nascida em Togliatti, em 07/03/1991[25] [26];
13. Maya Petrova, 1,78 m, nascida em Volgogrado, em 26/05/1982[27] [28];
14. Tatyana Yerokhina, goleira, nascida em Cheliabinsk, em 07/09/1984[28];
15. Victoriya Kalinina, 1,83 m, goleira, nascida em Maikop, em 08/12/1988[29].

Técnico: Yevgeni Trefilov, nascido em no Distrito de Ust-Labinsky, em 04/09/1955.

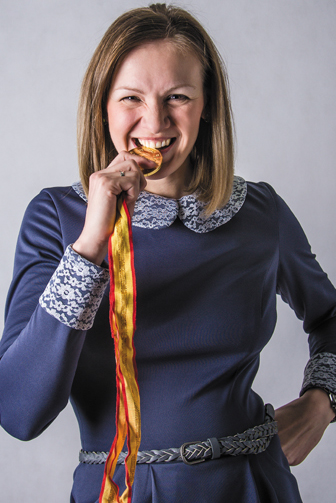
Anna Sedoykina
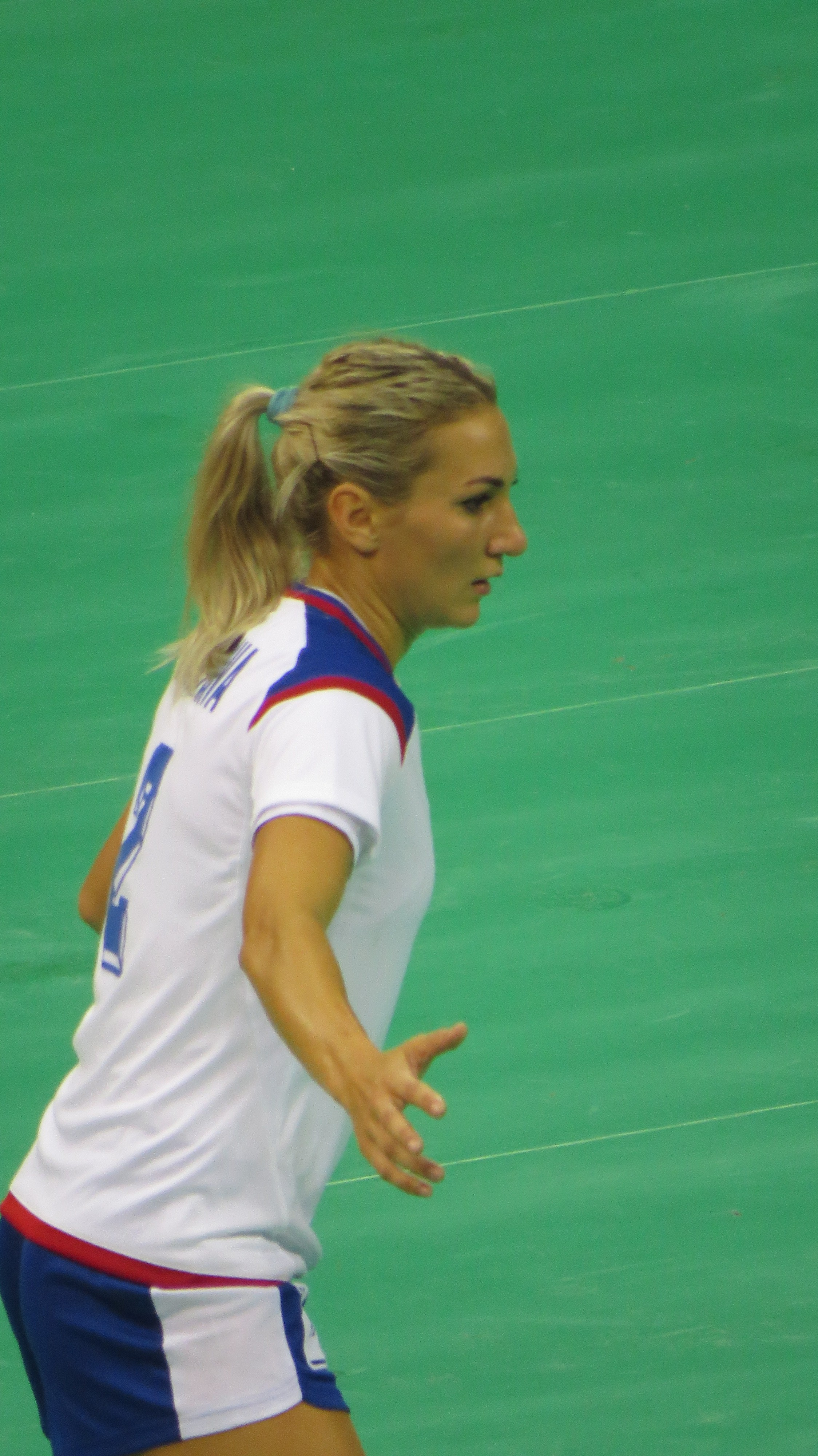
Polina Kuznetsova
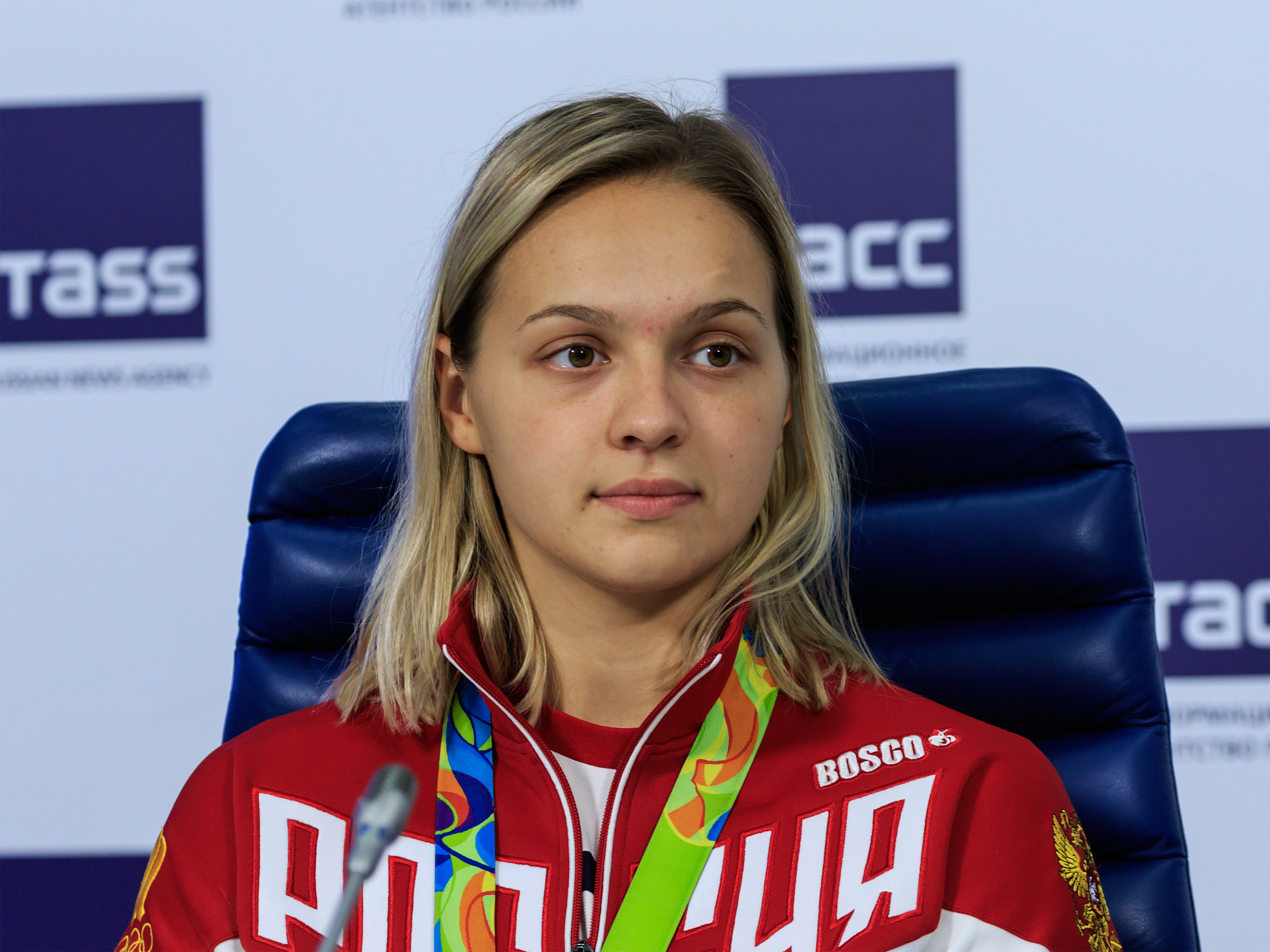
Daria Dmitrieva
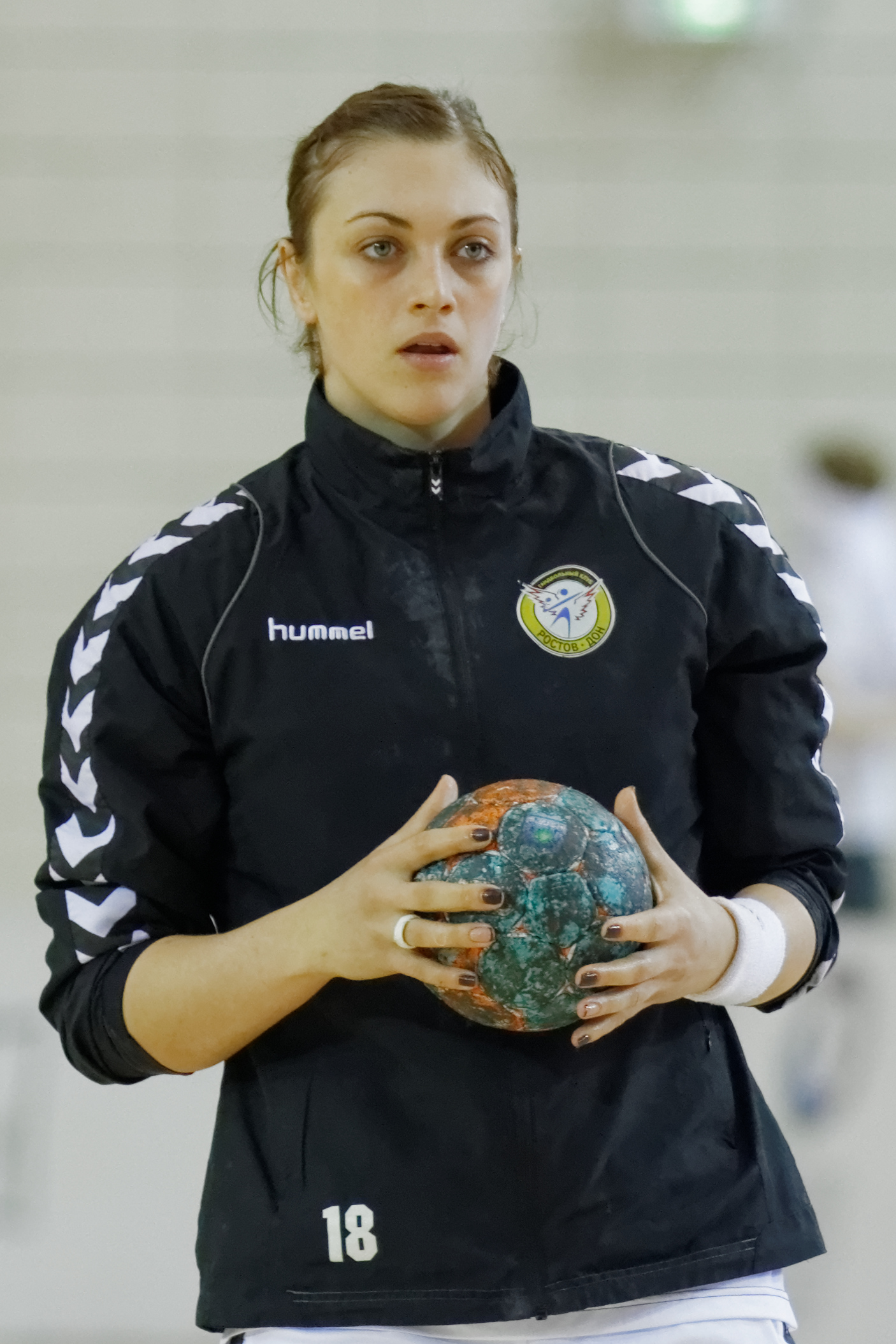
Anna Sen
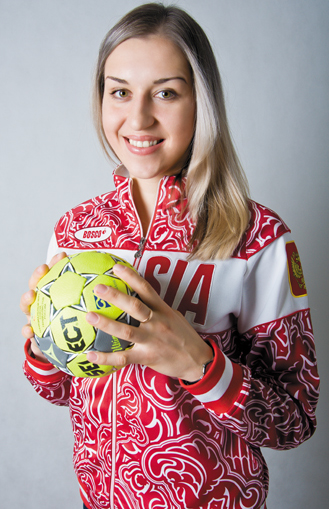
Olga Akopyan
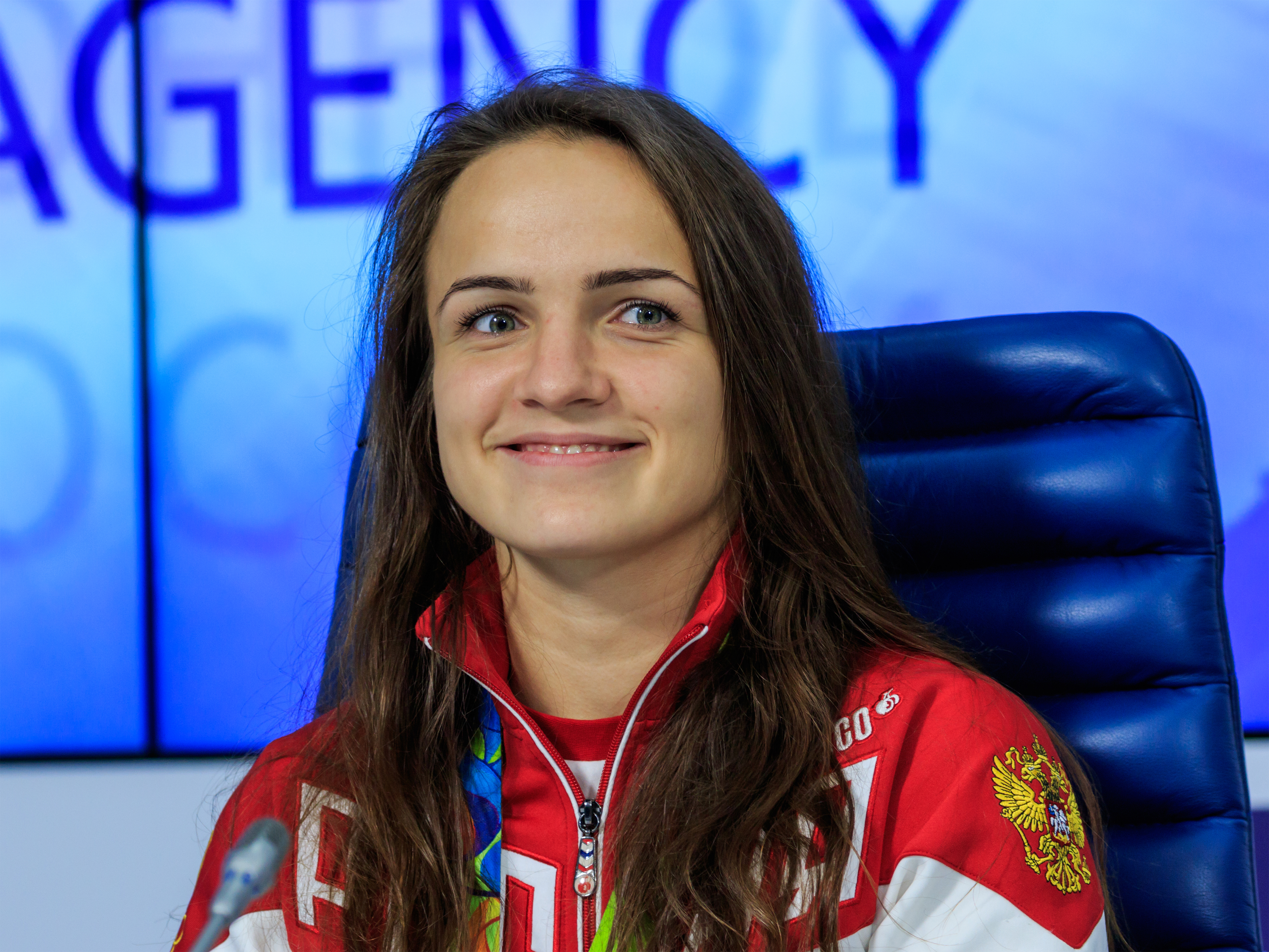
Anna Vyakhireva
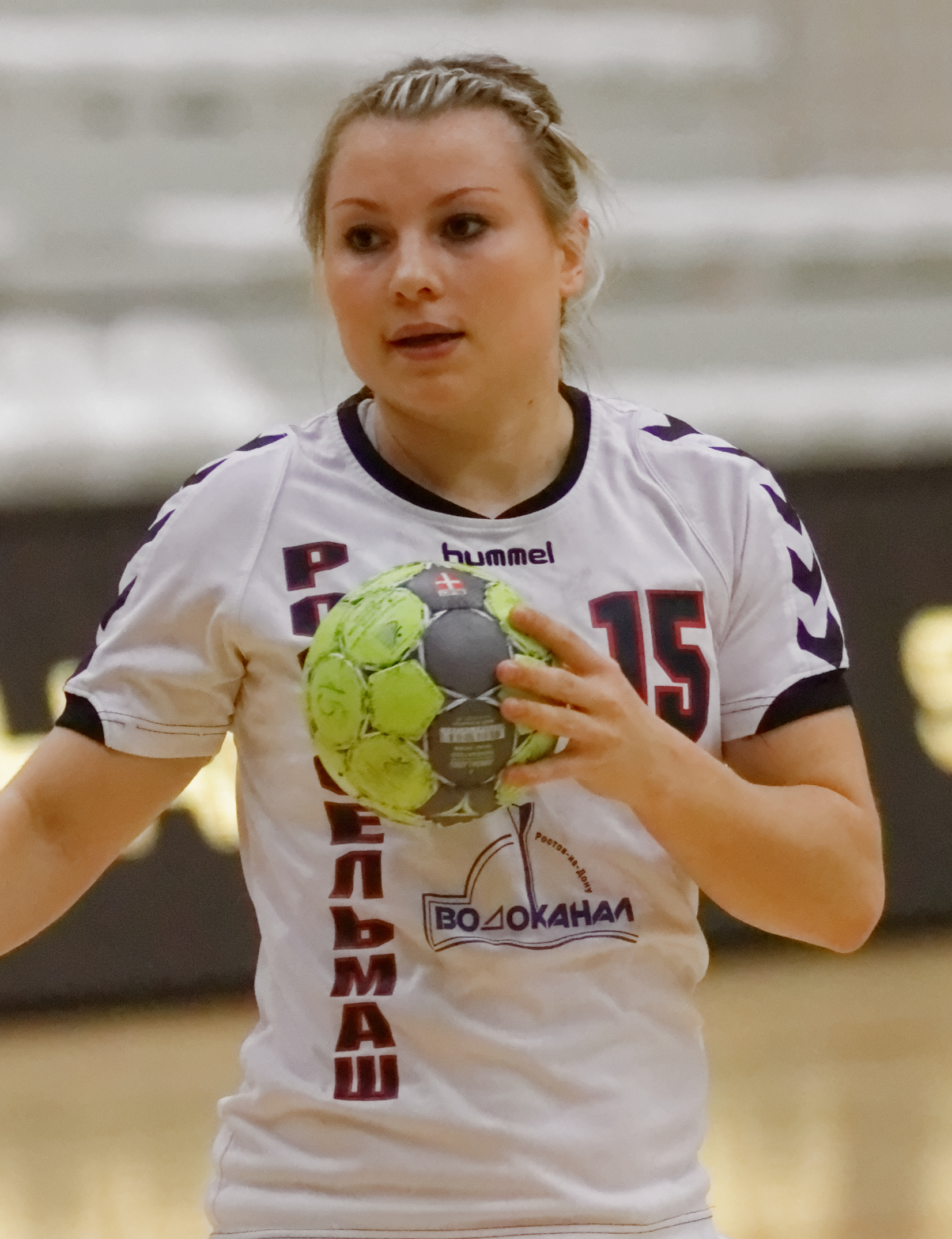
Marina Sudakova
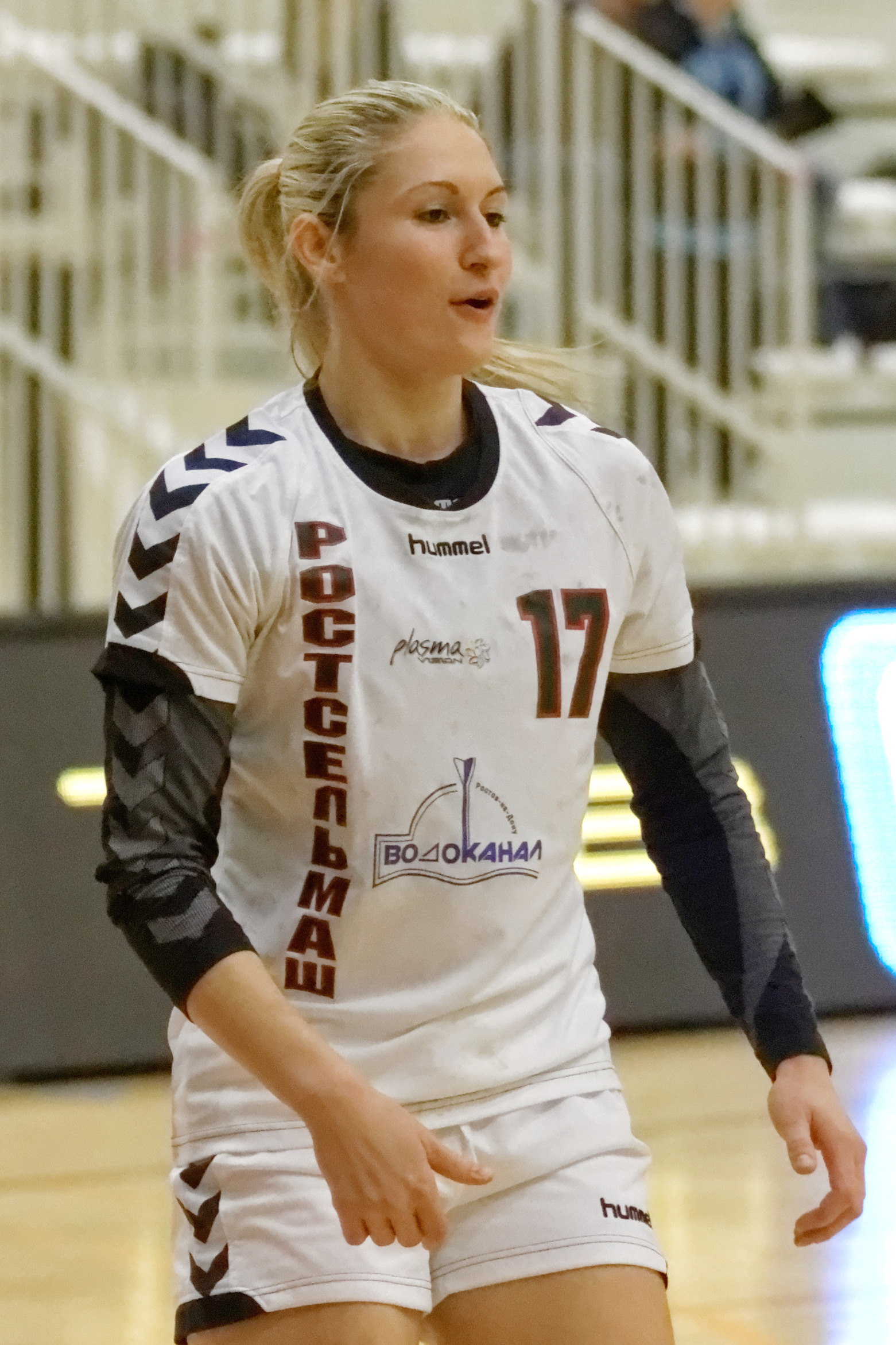
Vladlena Bobrovnikova
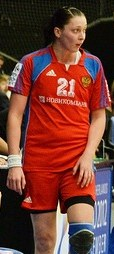
Victoria Zhilinskayte
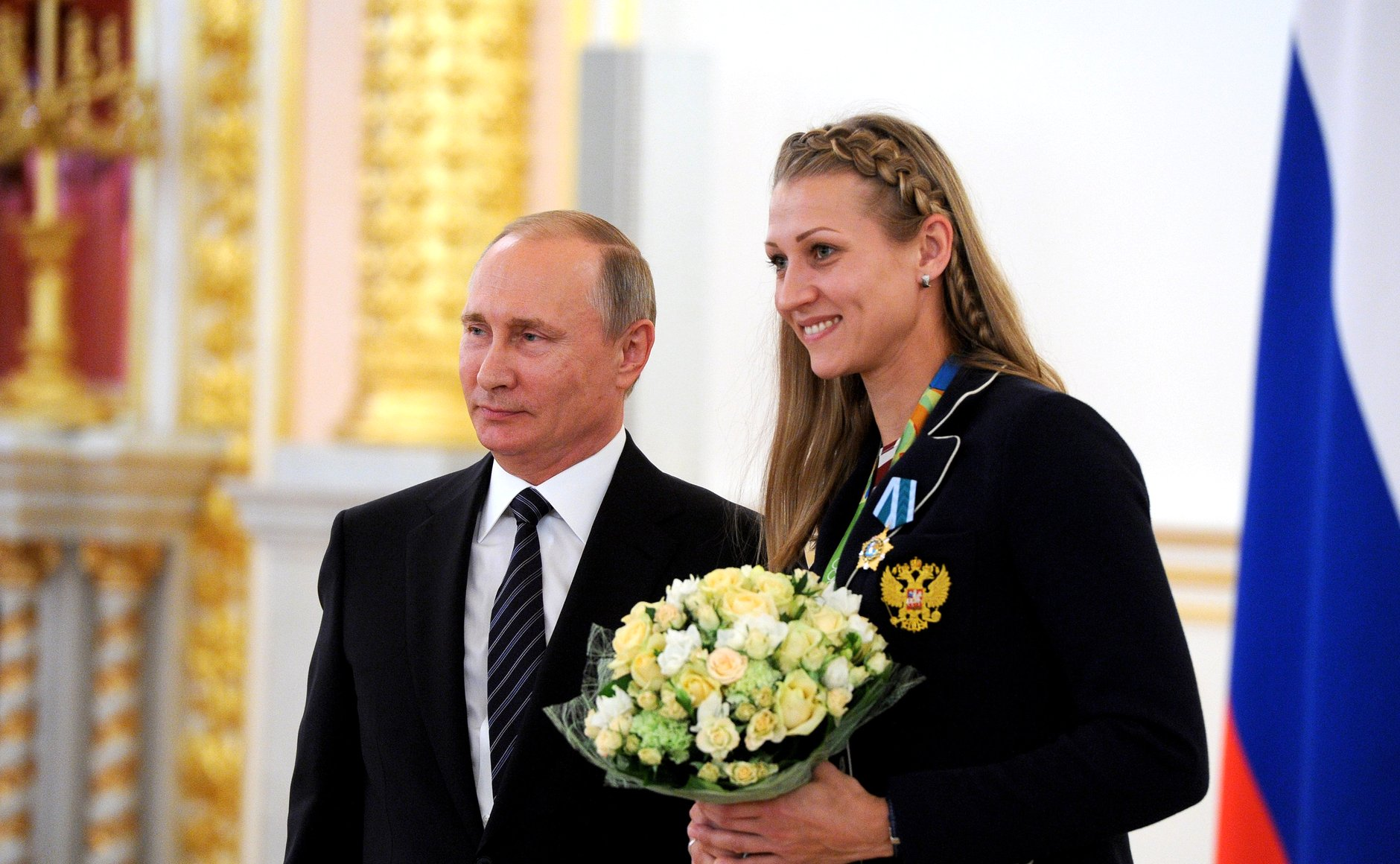
Irina Bliznova e Vladimir Putin
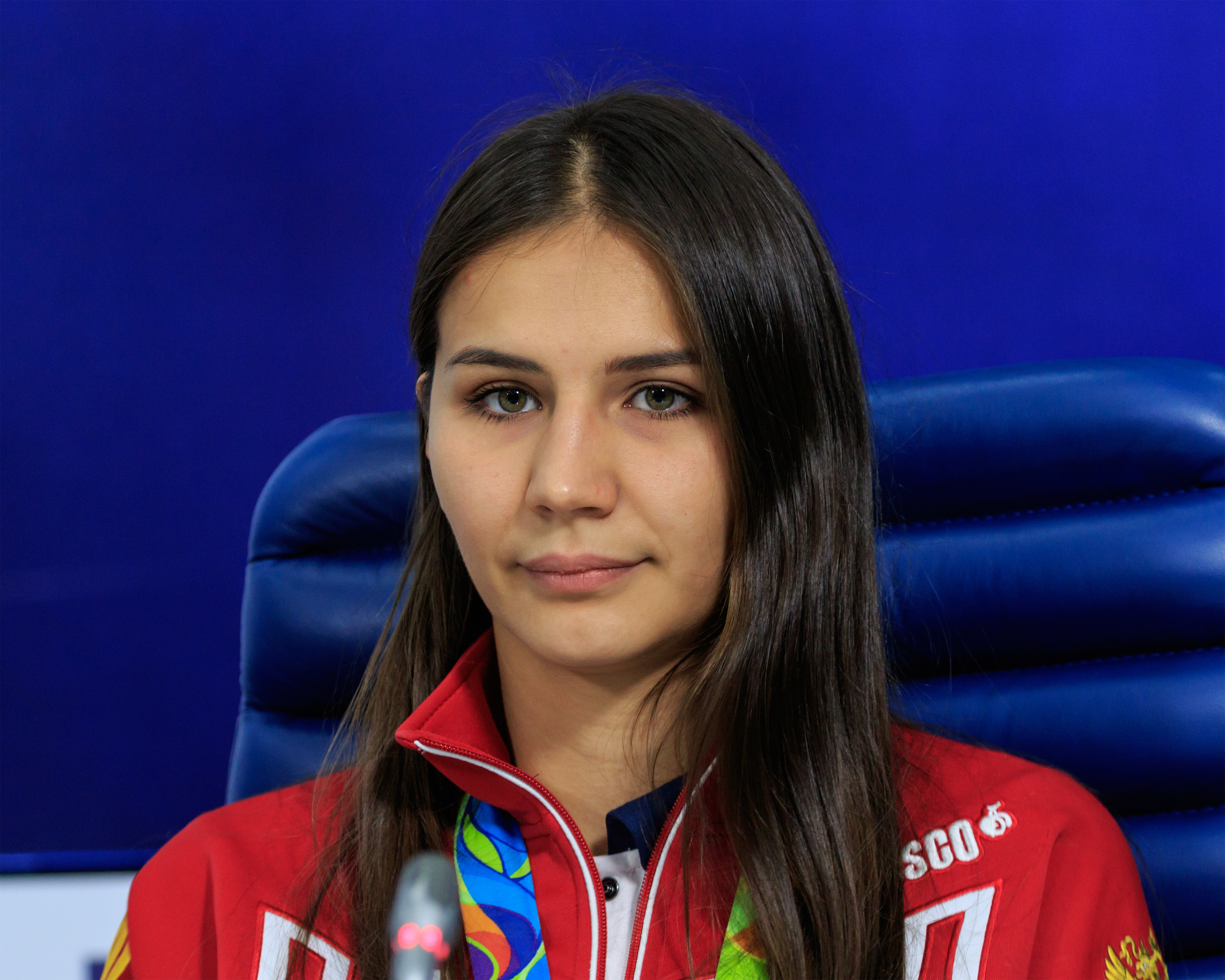
Ekaterina Ilina
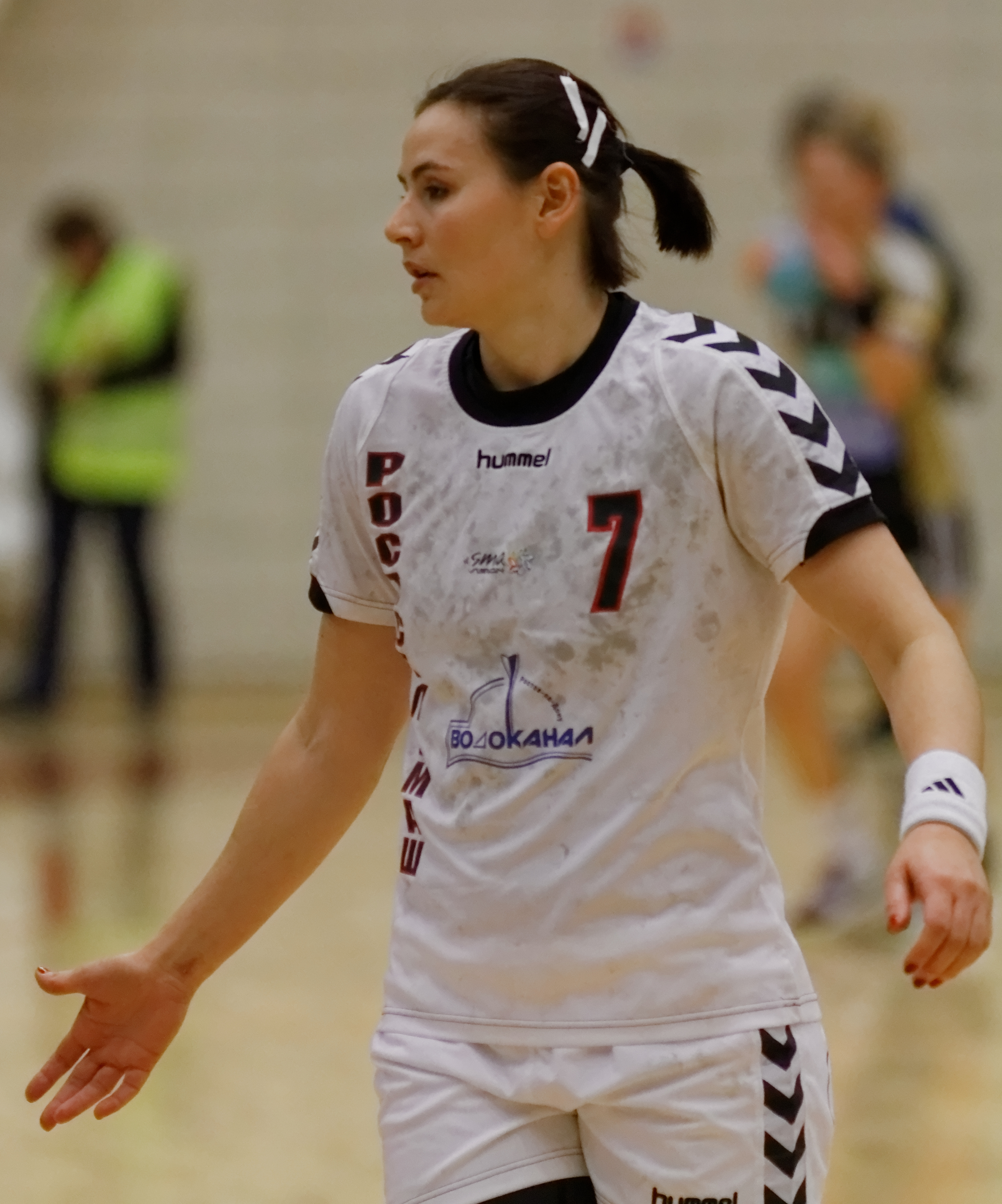
Maya Petrova
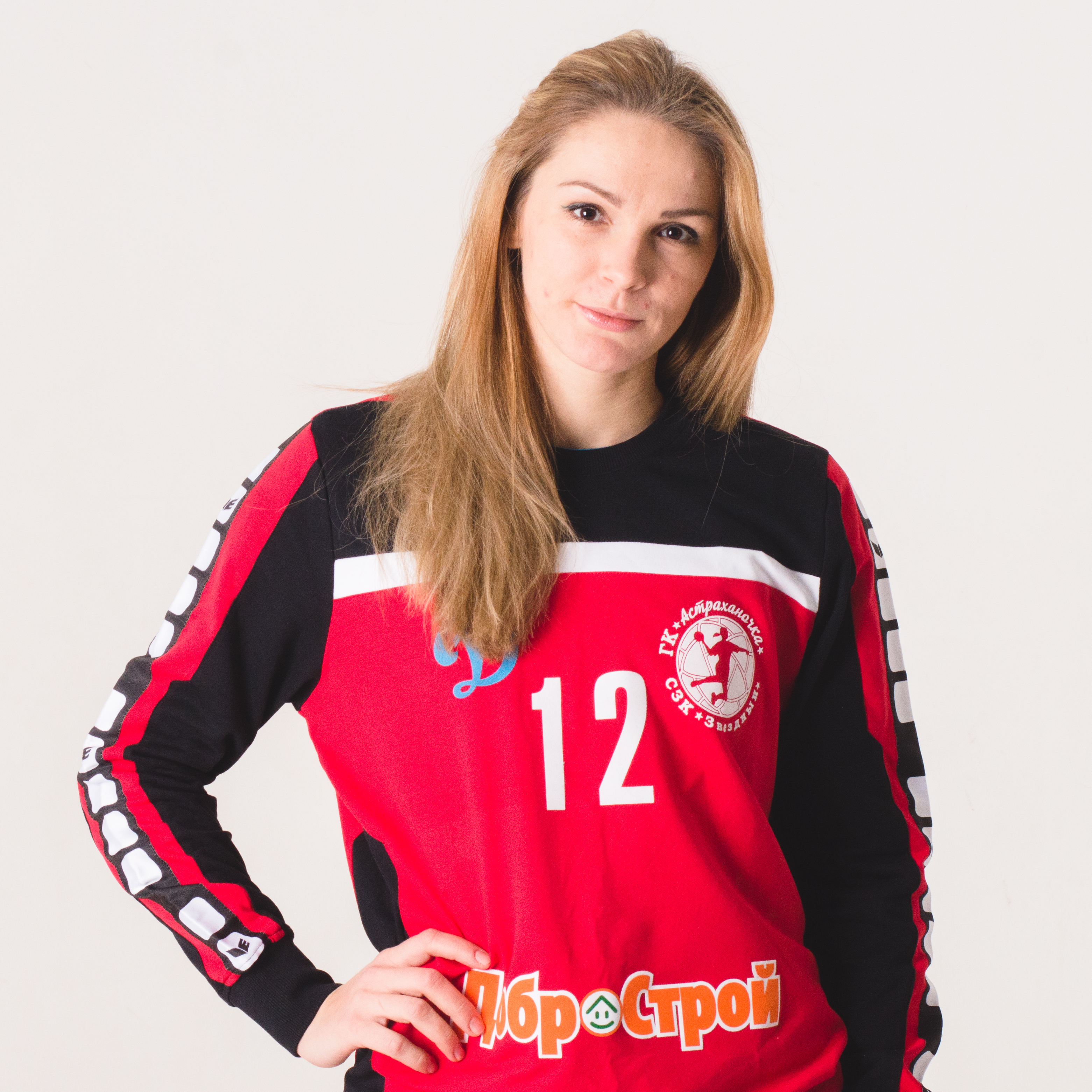
Victoriya Kalinina
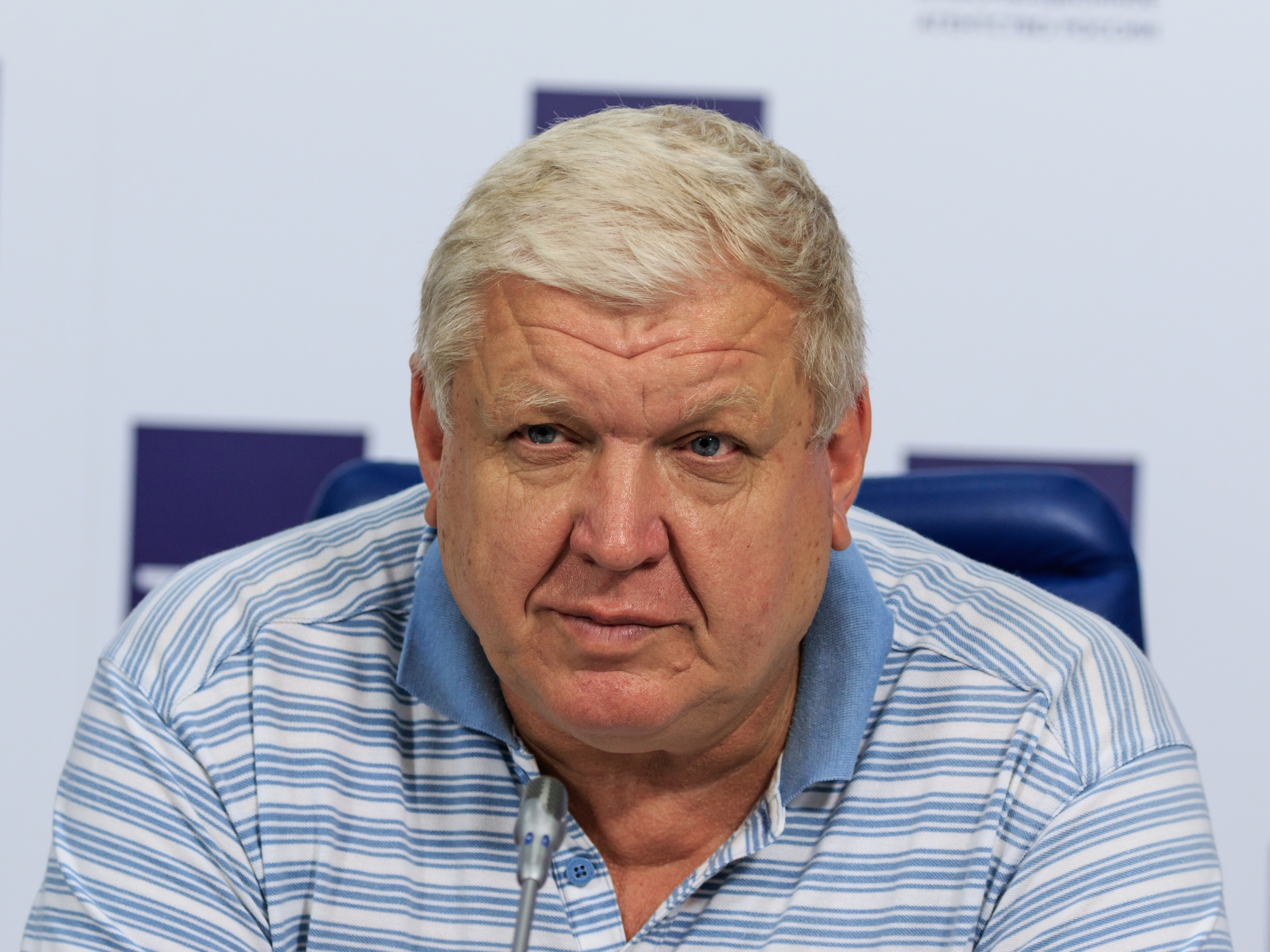
Yevgeni Trefilov